# Гороблагодатское рудоуправление
Гороблагодатское Рудоуправление — горнодобывающее предприятие в городе Кушва Свердловской области. Является градообразующим предприятием города. Входит в состав ОАО «ВГОК». Действует на базе Гороблагодатской группы железорудных месторождений.

## История
В 1730 году было издано «Объявление казне о железной горе» охотника-вогула Степана Чумпина. 21 сентября 1735 года дан указ о добыче и обжиге руд. Началось строительство Гороблагодатского рудника и Кушвинского завода. В 1739 году была поставлена первая доменная печь и плотина на реке Кушва. В начальный период артелями отрабатывались верхние, свободные от серы, зоны коренных руд месторождения. В течение 185 лет все работы на руднике велись ручным способом.
В 1801 году был издан указ Сената об учреждении Гороблагодатского горного округа с правлением на Кушвинском металлургическом заводе.
В 1826 году на месте сожжения Степана Чумпина, на южной столбообразной части вершины горы Благодать, на одном из утёсов магнитного железняка, высечена трёхгранная призма, где установлены часовня с круглым павильоном и метеорологическая обсерватория. Рядом с часовней установлен памятник Чумпину.
В 1846 и 1857 годах были открыты Александровское и Валуевское месторождения.
В 1901 году была запущена первая промывочная фабрика на Урале для обогащения валунчатых руд на берегу Кушвинского пруда. Доставка руды осуществлялась от горы Благодать наземно-канатной дорогой, шламы спускались в пруд. В 1913 году была запущена вторая основная пятиэтажная промывочная фабрика на юго-восточном склоне горы Колясниковой, со спуском шламов в Салдинское болото и доставкой руды по узкоколейке (фабрика работала до 1961 года).
В сентябре 1928 года были запущены дробильно-сортировочная, обогатительная и агломерационная фабрики.
В годы Великой Отечественной войны горняки увеличили добычу в два раза.
В 1956 году было начато производство офлюсованного агломерата. В 1957 году был запущен в эксплуатацию Туринский водопровод.
В 1973 году — пуск Салдинского шламохранилища. В Кушве и окрестностях добываются и перерабатываются железные и медные руды, золото, платина, известняки и различное строительное сырьё: глина, песок, щебень и др.

## Современное состояние
В настоящее время предприятие владеет десятью лицензиями на недропользования полезных ископаемых. Разработка месторождений ведётся подземным и открытым способом. Производительность предприятия 6 млн тонн сырой руды в год, строительного щебня 2 млн тонн.
Добытая руда поступает на дробильно-обогатительные фабрики, магнитное обогащение и спекание. В структуру предприятия входят карьер «Центральный», шахты — «Южная», «Северная», обогатительные фабрики ДОФ-3 и ДОФ4, транспортные, ремонтные, энергетические, строительные подразделения и объекты социального назначения.
К участию в строительстве цеха обжига известняка и кирпичного были привлечены фирмы Австрии и Германии. Осуществляется программа природоохранных мероприятий: использование отработанных газов, воды и плановое восстановление земель после окончания горных работ.

## Награды и признание
- По итогам работы за 1944 год предприятие было признано лучшим железным рудником Советского Союза.